# Kristian Elster den yngre
 Der er flere personer med dette navn, se Kristian Elster.
Kristian Elster eller Kristian Elster den yngre (17. marts 1881 i Trondheim-1947 i Oslo) var en norsk forfatter, jurist og litteraturhistoriker.
Elster var født i Trondheim, men flyttede som spædbarn til Førde. I 1888 flyttede familien til Oslo.
Elster blev cand. jur. i 1905 og ansat som sekretær i Landbrugsdepartementet i 1910. Hans litterære debut hed Fortællinger og udkom i 1907, mens hans gennembrud som forfatter var romantrilogien I lære, Landeveien og Mester. Mange litterater regner Av skyggenes slegt (1919) som hans vigtigste roman. Tilsammen udgav Elster hen imod 40 romaner, skuespil og fortællinger. Nogle af hans udgivelser var skrevet under pseudonymet Onkel Hans.
Hans arbejde som litteraturhistoriker er særlig knyttet til værket Illustreret norsk litteraturhistorie, som udkom i 2 bind 1923-24, og i en udvidet 6-bindsudgave 1934-35.
Kristian Elster er søn af forfatteren Kristian Mandrup Elster og far til forfatteren og NRK TV-chef Torolf Elster.
Han modtog statens kunstnerlønn fra 1937. I 1941 blev han belønnet med Gyldendals legat.